# Cheng Tin-hung
Mestre Cheng Tin-hung (鄭天熊) (China, 1930 - 7 de maio de 2005). É o criador do Tai Chi Chuan de Wudang (武當太極拳), estilo de Tai Chi Chuan que divulgou a partir de Hong Kong. Escreveu quatro livros sobre esta arte.

## Vida e obra
Cheng Tin-hung nasceu em 1930, na China.
Seus mestres foram seu tio Cheng Wing-Kwong e Qi Min-Chuan.
Aos 19 anos, Cheng Tin-hung se tornou instrutor de Tai Chi Chuan competindo com professores famosos, até com seu próprio tio. Cheng ficou famoso por suas habilidades como lutador,quando derrotou Yu Man-tong no Campeonato de Full-Contact em 1957.
Era conhecido,quando jovem, como o "Guarda-Costas do Tai chi" porque defendia os praticantes de Tai chi em qualquer lugar, com punho ou arma.
No dia 7 de Maio de 2005, Sigung Cheng Tin-hung faleceu aos 75 anos.

## Seus Mestres
O primeiro contato de Cheng Tin-hung com o Tai Chi Chuan foi através de seu tio, Cheng Wing-Kwong, que foi um dos três únicos “discípulos de portas fechadas” (“inside the door”) de Wu Jian-Chuan. Seu tio ensinava no leste da ásia particularmente na Malásia. Entretanto, Chen Wing-Kwon posteriormente trouxe Qi Min-xuan para a Província de Henan para ensinar aos seus filhos e neófitos.
Qi Min-xuan veio do condado de Wen, Hebei Dao na Provincia de Henean. Ele adotou o nome budista de “Zhi Meng”, que significa “Ancião Sagaz”. 
Qi foi originariamente treinado por seu pai Qi Ke-san, mas seu principal professor foi um monge budista de nome Ching Yat (outro nome budista que significava “O Puro”).
Ching Yat forneceu asilo para o soldado renegado Wang Lan-ting, que foi forçado (após assassinar alguns Manchus) a fugir para o templo onde aquele residia. 
Wang tinha aprendido de Chen Keng-Yun, o filho de Chen Chang-Xing, e de tempos em tempos de Yang Luchan.
Sem considerar o fato de que era um oficial na Guarda imperial Manchu e um estudante superior de Yang, pouco é sabido de Wang ou de quem foi ensinado por ele.

## Sua transmissão
Mestre Cheng Tin-hung escreveu quatro livros sobre Tai Chi Chuan.
No livro "Tai Chi Sabre, espada e Lança" Cheng Tin-hung diz: 
- "O especialista em Tai Chi Chuan pratica a forma da mão para cultivar a mente;
- pratica a espada para nutrir o chi; pratica o sabre para fortalecer a sua decisão;
- pratica a lança para aumentar a sabedoria;
- pratica a força interna para desenvolver o jing (focalizar o poder).
- A forma da mão é o fundamento para o uso efetivo das armas. Se a forma da mão é hábil, nada dará errado".